# Byron Erickson
Byron Erickson (født 3. februar 1951 i Tucson, Arizona) er en amerikansk tegneserieskaber og kreativ leder i Egmont, særlig kendt som redaktør for serieskabere som Don Rosa og William Van Horn. Han startede sin tegneseriekarriere i 1983 ved »Another Rainbow Publishing Inc.«, et lille selskab drevet og grundlagt av Carl Barks-fans. Da de fik licens til at udgive Disney-serier i USA under forlagsnavnet Gladstone, blev Erickson redaktør. I 1989, da Disney overtog licensen, forlod han Gladstone til fordel for »First Publishing« som redaktør for forskellige serier. To år senere flyttede Erickson til Danmark for at arbejde hos Egmont, først som ansvarlig redaktør, senere som chefredaktør, og nu som kreativ leder.
Erickson finder også tid til at skrive historier, herunder en række Mickey Mouse-historier. Hans bedst kendte serie er nok Dragonlords, tegnet af italieneren Giorgio Cavazzano.

## Eksterne links
- Byron Erickson på INDUCKS
- Byron Erickson på ComicWiki